# Wacke

Indeling van klastisch gesteente op grond van compositie van klasten (links) en textuur (rechts). De grenzen worden soms ook bij iets andere waarden gelegd, maar een wacke heeft zo veel matrix dat de klasten elkaar niet raken. De in de figuur uitgelichte driehoeksdiagram links betreft areniet, maar de voorvoegsels zijn voor wacke hetzelfde.

Een wacke is een siliciklastisch sedimentair gesteente met een textuur waarin de matrix een zo groot deel van het volume uitmaakt dat de klasten niet langer dragend zijn. Er zijn verschillende classificaties in gebruik onder sedimentologen en het onderscheid met andere typen gesteente kan daarom van indeling tot indeling verschillen. Areniet, rudiet en argilliet/lutiet (meer klasten) worden vaak gedefinieerd met minder dan 25% of 10% matrix, terwijl wacke meer matrix heeft. Om als moddersteen te kwalificeren moet een gesteente minder dan 25% of 10% klasten bevatten.
Als zowel de matrix als de klasten van gesteente grotendeels uit carbonaatverbindingen bestaat is de correcte naam wackestone. Zowel bij het siliciklastische wacke als de cabonaatindeling gaat het om gesteente met relatief meer klasten dan moddersteen (mudstone), maar onvoldoende klasten om het gesteente klasten-dragend te maken.
Wackes kunnen net als arenieten verder worden geclassificeerd op de samenstelling van de klasten. Zo is een wacke met voornamelijk kwartsklasten een kwartswacke, een wacke met voornamelijk veldspaatklasten een feldswacke, een wacke met voornamelijk zware mineralen een lithwacke, een wacke met voornamelijk klasten van carbonaatmineralen een kalkwacke, enzovoorts. Wanneer de klasten fossielen zijn is het niet ongebruikelijk dat het gesteente naar de betreffende soort genoemd wordt, bijvoorbeeld "crinoïdenwacke" of "rudistenwacke". De term "grauwacke" daarentegen slaat niet op de textuur van een gesteente en is ook nooit eenduidig op andere wijze gedefinieerd. Door de eeuwen heen zijn zowel wackes als ander gesteente zo genoemd.